# Karl August Böttiger
Karl August Böttiger,  född den 8 juni 1760 i Reichenbach im Vogtland, död den 17 november 1835 i Dresden, var en tysk arkeolog och skriftställare, far till Karl Wilhelm Böttiger. 
Böttiger, som mot slutet av sitt liv blev överinspektor vid antiksamlingarna i Sachsen, var 1791–1804 rektor vid gymnasiet i Weimar och trädde under den tiden i nära beröring med Wieland, Goethe och Schiller. 
Böttiger var en mycket beläst mångskrivare. Bland hans arbeten märks Sabina, oder morgenscenen im putzzimmer einer reichen römerin (1803; 3:e upplagan 1878), Amalthea, oder museum der kunstmythologie und bildenden alterthumskunde (3 band, 1821–1825) samt uppsatserna om antikens teaterväsen bland Kleine schriften archäologischen und antiquarischen inhalts (3 band, 1837–1838).